# Nyctemera drucei
Nyctemera drucei är en fjärilsart som beskrevs av Swinhoe 1903. Nyctemera drucei ingår i släktet Nyctemera och familjen björnspinnare. Inga underarter finns listade i Catalogue of Life.